# Фосфітна кислота
Фосфі́тна кислота́, фосфона́тна кислота́ — неорганічна сполука, двоосновна кислота складу H3PO3. Проявляє слабкі кислотні властивості, при взаємодії з основами утворює ряд солей: фосфітів та гідрофосфітів. Утворює ряд фосфороорганічних сполук — фосфонатів.
За звичайних умов є білими гігроскопічним кристалами. Добре розчиняється у воді.
Фосфітна кислота використовується для отримання фосфітів, що застосовуються як стабілізатори при виробництві полівінілхлоридних смол; органічні похідні, фосфонати, використовуються як гербіциди, очисники води та компоненти лікарських засобів.

## Структура
Відповідно до будови молекули, фосфітна кислотна є двоосновною, тому для позначення кількості «кислотних» атомів гідрогену інколи її формулу записують як HPO(OH)2 або ж, рідше, H2(HPO3).
Молекула кислоти може проявляти явище таутомерії та перебувати у формі тригідроксиду фосфору.

## Отримання
Фосфітну кислоту вперше синтезував у 1777 році французький науковець Жорж-Луї Лесаж — у складі суміші оксокислот фосфору при окисненні білого фосфору вологим повітрям:
{\displaystyle \mathrm {P_{4}+3O_{2}+6H_{2}O\rightarrow 4H_{3}PO_{3}} }
Одним з основних способів отримання кислоти є гідроліз хлориду фосфору(III) в холодному тетрахлорметані як розчинникові:
{\displaystyle \mathrm {PCl_{3}+3H_{2}O\rightleftarrows H_{3}PO_{3}+3HCl} }
Реакція має великий екзотермічний ефект внаслідок гідратації утвореної хлоридної кислоти. Для зменшення виділення тепла PCl3 розчиняють у концентрованій HCl. Згодом суміш нагрівають до 180 °C. Після охолодження фосфітна кислота виділяється з розчину у вигляді кристалів.
Для добування кислоти у промислових масштабах PCl3 впорскується у струмінь пари при 190 °C, а надлишок води, що не прореагував, та утворена хлоридна кислота видуваються струменем азоту при 165 °C.
Іншим поширеним методом синтезу кислоти є взаємодія оксиду фосфору(III) з холодною водою:
{\displaystyle \mathrm {P_{4}O_{6}+6H_{2}O\rightarrow 4H_{3}PO_{3}} }

## Хімічні властивості
При нагріванні фосфітної кислоти у вакуумі відбувається міжмолекулярна дегідратація, яка веде до утворення дифосфітної кислоти:
{\displaystyle \mathrm {2H_{3}PO_{3}{\xrightarrow {100^{o}C,\ vacuum}}H_{4}P_{2}O_{5}+H_{2}O} }
При більшому нагріванні відбувається диспропорціонування з утворенням фосфатної кислоти та фосфіну:
{\displaystyle \mathrm {4H_{3}PO_{3}{\xrightarrow {200^{o}C}}4H_{3}PO_{4}+PH_{3}} }
Фосфатна кислота також утворюється при обробці H3PO3 розігрітою водяною парою:
{\displaystyle \mathrm {H_{3}PO_{3}+H_{2}O{\xrightarrow {100-120^{o}C}}H_{3}PO_{4}+H_{2}} }
Фосфітна кислота є слабкою двоосновною кислотою:
{\displaystyle \mathrm {H_{3}PO_{3}\rightleftarrows H_{2}PO_{3}^{-}+H^{+}} }; (pK1 = 1,3)
{\displaystyle \mathrm {H_{2}PO_{3}^{-}\rightleftarrows HPO_{3}^{2-}+H^{+}} }; (pK2 = 6,7)
При взаємодії кислоти із розведенимим лугами утворюються переважно монозаміщені солі, а з концентрованими — двозаміщені:
{\displaystyle \mathrm {H_{3}PO_{3}+NaOH\rightarrow NaH_{2}PO_{3}+H_{2}O} }
{\displaystyle \mathrm {H_{3}PO_{3}+2NaOH_{(conc.)}\rightarrow Na_{2}HPO_{3}+2H_{2}O} }
Сполука проявляє відновні властивості і при взаємодії з окисниками окиснюється до ортофосфатної кислоти:
{\displaystyle \mathrm {H_{3}PO_{3}+Cl_{2}+H_{2}O\rightarrow H_{3}PO_{4}+2HCl} }
{\displaystyle \mathrm {H_{3}PO_{3}+2AgNO_{3}+H_{2}O\rightarrow 2Ag\downarrow \ +H_{3}PO_{4}+2HNO_{3}} }
Відновлюється активним воднем (в момент його виділення в результаті реакції металу з кислотою) до фосфіну:
{\displaystyle \mathrm {H_{3}PO_{3}+6H^{0}{\xrightarrow {Zn+HCl}}\ PH_{3}\uparrow \ +3H_{2}O} }

### Фосфонати

Едитронова кислота (HEDP)

Фосфітна кислота HPO(OH)2 утворює ряд фосфороорганічних сполук — фосфонатів.
Продуктом взаємодії кислоти з оцтовим ангідридом (із наступним гідролізом) є 1-гідроксоетан-1,1-дифосфонатна кислота (едитронова кислота) — поширена складова лікарських засобів, відома під абревіатурою HEDP:
{\displaystyle \mathrm {2H_{3}PO_{3}+(CH_{3}CO)_{2}O{\xrightarrow {H_{2}O}}CH_{3}C(OH)(PO_{3}H_{2})_{2}+CH_{3}COOH} }
У реакції з формальдегідом та хлоридом амонію утворюється тризаміщений амін — амінотри(метиленфосфонатна кислота):
{\displaystyle \mathrm {3HP(O)(OH)_{2}+3HCHO+NH_{4}Cl{\xrightarrow {HCl}}N[CH_{2}P(O)(OH)_{2}]_{3}+HCl+3H_{2}O} }

## Застосування
Фосфітна кислота використовується для синтезу фосфітів, що застосовуються як добавки (стабілізатори) при виробництві полівінілхлоридних смол. Ряд органічних фосфонатів, отримуваних з кислоти, застосовується як гербіциди, очисники води та складові лікарських засобів.